# 維爾諾省
| Województwo wileńskie      |  |
| \| \| \| (Coat of Arms) \| |  |
|                            |  |
| Coat of Arms               |  |
| (Coat of Arms)             |  |

維爾諾省 （Województwo wileńskie）是波蘭第二共和國時期的一個省，位於該國東北部。1938年時面積29,011平方公里，1931年人口1,276,000人。首府維爾紐斯 （波蘭語為維爾諾）。
1939年時下分9縣。1939年以後因德蘇瓜分而消失。現在分屬立陶宛和白俄羅斯。